# Synode van Kells
De Synode van Kells was een synode in Ierland in 1152. Het was een belangrijke stap in het proces waarbij de Ierse kerk onderdeel werd van de kerk van Rome. Het meest tastbare resultaat van de synode was de verdeling van het eiland in vier kerkprovincies.